# سیارک ۱۰۰۰۵۱
سیارک ۱۰۰۰۵۱ (به انگلیسی: 100051 Davidhernandez، نامگذاری:1991TC16) صد هزار و پنجاه و یکمین سیارک کشف شده‌است که در ۶ اکتبر ۱۹۹۱ کشف شد.